# Margarida Calafate Ribeiro
Maria Margarida de Sá Calafate Ribeiro (1965) é uma investigadora portuguesa conhecida pelos seus trabalhos de investigação na área da cultura portuguesa e literatura. Em 2019, foi uma das investigadoras portuguesa homenageadas pelo Ciência Viva no livro Mulheres na Ciência.

## Formação e percurso Profissional
Doutorada em Estudos Portugueses pelo King’s College de Londres, mestre em Literatura e Cultura Portuguesa - Época Contemporânea pela Faculdade de Ciências Sociais e Humanas da Universidade Nova de Lisboa e licenciada em Línguas e Literaturas Modernas (Português/Francês) pela Universidade de Aveiro, sendo atualmente investigadora coordenadora e professora em programas doutorais no Centro de Estudos Sociais da Universidade de Coimbra. É também responsável pela Cátedra Eduardo Lourenço da Universidade de Bolonha e Instituto Camões, onde leciona o seminário História da Cultura Portuguesa.
Coordena diversos projetos de investigação, entre eles:
- José Luandino Vieira: Diários do Tarrafal. Financiado pela Fundação Calouste Gulbenkian;
- Os Processos de Libertação em Angola e Moçambique: anticolonialismo e ruturas identitárias no feminino. Financiado pela Fundação para a Ciência e a Tecnologia;
- De S. Paulo de Luanda a Luuanda, de Lourenço Marques a Maputo: capitais coloniais em tempos pós-coloniais. Financiado pela Fundação para a Ciência e a Tecnologia;
- Trânsitos Atlânticos: mulheres e experiência pós-colonial. Financiado pela parceria CAPES (Coordenação de Aperfeiçoamento de Pessoal de Nível Superior) e FCT (Fundação para a Ciência e a Tecnologia).
- MEMOIRS – Os Filhos dos Impérios e Pós-Memórias Europeias. Bolsa Consolidator Grant financiado pela Agência Executiva do Conselho Europeu de Investigação ( European Research Council - ERC ).

## Percurso Académico
O seu trabalho descende de linhas de pensamento de Eduardo Lourenço, Patrick Chabal, Hélder Macedo, José Luandino Vieira e dedica-se essencialmente a questões como: o império e da Guerra Colonial Portuguesa,  pós-colonialismo nos espaços de língua portuguesa, património de influência portuguesa, literatura portuguesa e  literaturas africanas de língua portuguesa. O trabalho académico de Margarida Calafate Ribeiro tem um impacto político e social considerável para além de ter criado um profundo diálogo com o meio artístico: desde os romances de João Paulo Borges Coelho, Rainhas da Noite, na sequência do projeto Os Processos de Libertação em Angola e Moçambique: anticolonialismo e ruturas identitárias no feminino, a Natália, de Hélder Macedo, e a memória de segunda geração estudada em Os Filhos da Guerra Colonial: pós-memória e a representações na pintura de Manuel Botelho a partir de citações do livro África no feminino: as mulheres portuguesas e a Guerra Colonial. 

## Publicações relevantes
Autora e co-autora:
- 2004: Uma história de regressos: império, Guerra Colonial e pós-colonialismo. Porto: Edições Afrontamento;

- 2007: África no feminino: as mulheres portuguesas e a Guerra Colonial. Porto: Edições Afrontamento.

Editora e co-autora:
- 2003: Fantasmas e fantasias imperiais no imaginário português contemporâneo. Porto: Campo das Letras. (Com Ana Paula Ferreira);

- 2004:  'A Primavera toda para ti' – Homenagem a Hélder Macedo. Lisboa: Presença. (Com Teresa Cristina Cerdeira, Juliet Perkins e Phillip Rothwell);

- 2008: Moçambique: das palavras escritas. Porto: Edições Afrontamento. (Com Maria Paula Meneses);

- 2008: Lendo Angola. Porto: Edições Afrontamento. (Com Laura Cavalcante Padilha);

- 2008: Atlântico periférico: il postcolonialismo portoghese e il sistema mondiale. Reggia Emilia: Diabasis. (Com Vincenzo Russo);

- 2011: Literaturas insulares: leituras e escritas de Cabo Verde e de S. Tome e Príncipe. Porto: Edições Afrontamento. (Com Silvio Renato Jorge);

- 2011: Literaturas da Guiné-Bissau: cantando os escritos da história. Porto: Edições Afrontamento. (Com Odete Semedo);

- 2011: Antologia da memória poética da Guerra Colonial. Porto: Edições Afrontamento. (Com Roberto Vecchi);

- 2014: Eduardo Lourenço - Do colonialismo como nosso impensado. Lisboa: Gradiva. (Com Roberto Vecchi).